# Resolución 5 del Consejo de Seguridad de las Naciones Unidas

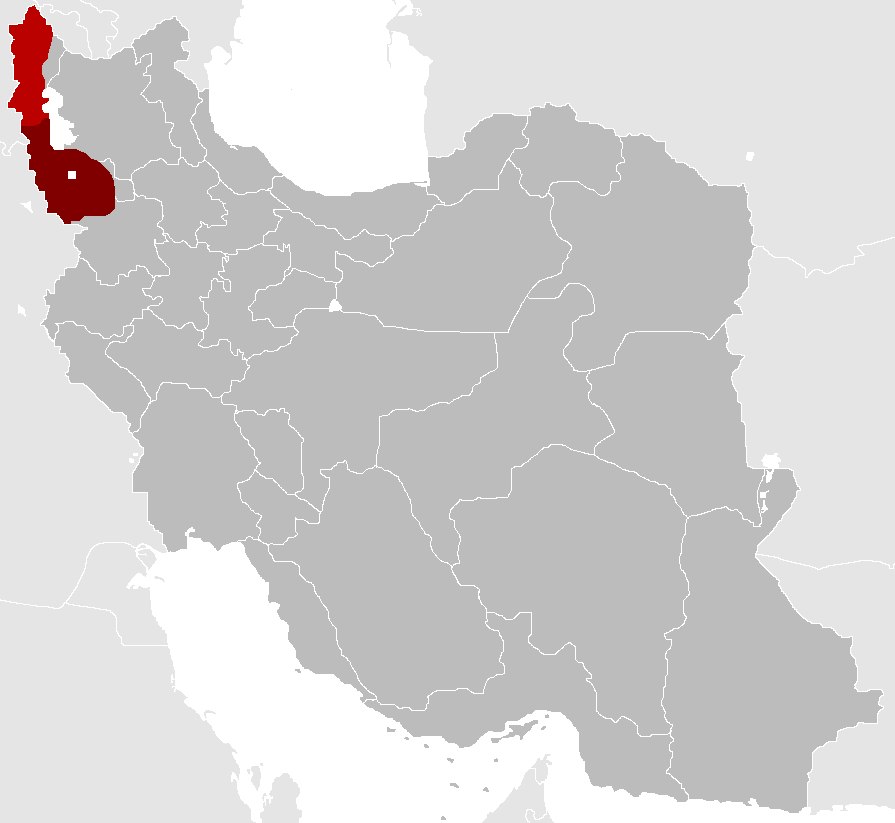
Ubicación República del Kurdistán

La resolución 5 del Consejo de Seguridad de las Naciones Unidas, aprobada el 8 de mayo de 1946, acordaba el retraso en los debates sobre la cuestión de Irán por la ausencia de confirmación de la retirada total de tropas soviéticas de territorio iraní. Asimismo, se invitaba al gobierno de Irán a presentar un informe más completo preferentemente antes del 20 de mayo para que, una vez recibido, el Consejo decidiera posibles medidas a adoptar.

## Contexto
Previamente, durante la 30ª sesión del Consejo celebrada el 4 de abril de ese mismo año, la Resolución 3 establecía que los representes de Irán y la Unión Soviética estaban "invitados a informar al Consejo si se ha terminado la evacuación de todas las tropas de la URSS de territorio iraní". Sin embargo, el Gobierno de Irán, en su informe preliminar del 6 de mayo para dar respuesta a esa resolución, no podía afirmar que esa evacuación total se hubiese producido, si bien la retirada estaba confirmada en varias provincias. El motivo de tal duda sobre la situación real por parte del gobierno iraní se encontraba, según el representante de Irán, en las injerencias extranjeras en la provincia de Azerbaiyán (por entonces con un alto grado de autonomía pero perteneciente de facto a Irán). El representante de Irán afirmó en una misiva que:

Las tropas soviéticas han evacuado totalmente ya las provincias de Khorasán, Gorgán, Mazanderán y Gilán.
(...)
En lo que se refiere a la provincia de Azerbaiján, el Gobierno tiene conocimiento por otras fuentes de que prosigue la evacuación de las tropas soviéticas y se afirma que la misma quedará terminada en dicha provincia antes del 7 de mayo de 1946. Estas noticias no han podido ser comprobadas directamente por los funcionarios del Gobierno del Irán. Ello se debe a que, como ya se ha señalado anteriormente al Consejo de Seguridad, el Gobierno iranio a causa de las ingerencias [sic] denunciadas, no ha podido ejercer realmente su autoridad en Azerbaiján desde el 7 de noviembre de 1945, y desde entonces hasta ahora no le ha sido posible determinar, por medio de sus propios funcionarios las condiciones que reinan en toda la provincia.
Carta del 6 de mayo de 1946 dirigida al Presidente del Consejo de Seguridad por el representante de Irán. Documento S/53.
(Traducido del inglés por personal de la ONU)

## Desarrollo de la 40.ª sesión
La Resolución 5 se aprobó durante la 40.ª sesión del Consejo de Seguridad por unanimidad entre los presentes. La Unión Soviética estuvo ausente.
El texto aprobado procedía del proyecto de resolución propuesto por el representante de los Estados Unidos durante esa misma sesión. En su intervención, el representante estadounidense afirmó que el Gobierno de la URSS no había atendido la petición del Consejo de acuerdo a lo establecido en la resolución 4, mientras que el Gobierno de Irán por su parte había "cumplido con lo solicitado, pero únicamente de manera provisional" pues sus funcionarios no habían tenido posibilidad de comprobar in situ la situación en la provincia de Azerbaiyán. Los representantes de Australia, Reino Unido y los Países Bajos tomaron la palabra antes de que el proyecto de resolución fuera sometido a votación, manifestando su adhesión con la declaración estadounidense. El representante de Australia protestó por la ausencia en la sesión de la Unión Soviética por considerarla una maniobra, con precedentes inmediatos en otras sesiones, a través de la cual intentaba deslegitimar cualquier resolución del Consejo que la afectara directamente. El representante del Reino Unido respondió que quizás "exageraba un poco las dificultades que se les presentaba", pues "la ausencia de cualquier miembro no paraliza la labor del Consejo". Finalmente, el representante neerlandés expresó que "la resolución podría aprobarse lícitamente al ser claramente una cuestión de procedimiento", recordando que una sesión anterior expresó que era "impropio que un miembro opte por ausentarse, en vez de someterse a la opinión de la mayoría necesaria de que una decisión ha sido legítimamente aprobada." Afifi Bajá, representante de Egipto y presidente rotatorio del Consejo, sometió a votación el proyecto de resolución que quedó aprobado "sin oposición". Acto seguido levantó la sesión.